# Le Baiser de la Gloire
Le Baiser de la Gloire est une sculpture en marbre de Carrare de Raymond Léon Rivoire réalisée en 1907 conservée et exposée au sein de l'hôtel de ville renaissance de Riom,.

## Présentation
Elle est à l'origine une sculpture funéraire pour le poète Albert Samain (1858-1900) présentée au Salon de 1907 sous le titre de Communion suprême, mais fut refusée par ses commanditaires. Le groupe sculpté, acheté par l'État en 1915 pour 12 000 francs, est déposé au dépôt des marbres. En 1923, à la demande d'Étienne Clémentel, l'œuvre est affectée à titre de dépôt à la ville de Riom et sera considérée comme un monument aux morts de la Première Guerre mondiale.
En 2020, la Ville de Riom commande un tableau à l’artiste Hugo-Diogon Maxence. Celui-ci réalisera une peinture d’histoire sous le titre de Que vaut ce monde, si toi, tu ne m’embrasses pas ?, dérivée de ce baiser et recontextualisera l’œuvre originale au temps du Covid-19.